# Conrad van Ursel

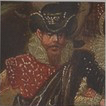

Conrad Schetz van Grobbendonk, later Conrad van Ursel (gedoopt Antwerpen, 19 maart 1553 – Brussel, 16 juli 1632) was een edelman in het hertogdom Brabant.  Van 1604 tot 1609 was hij de eerste gewone Zuid-Nederlandse ambassadeur in Engeland voor de aartshertogen Albrecht van Oostenrijk en Isabella van Spanje.
Hij was de vijfde zoon van Gaspard II Schetz en Catharina van Ursel.  Zijn vader was bankier in Antwerpen die de handel op Rusland en Brazilië financierde alsmede de krijgsverrichtingen van koning Filips II van Spanje, die hem een leidende rol gaf in Antwerpen.  
In zijn jeugd was ook Conrad actief in de handel, maar in 1582 kreeg hij een financiële positie in de regering van de Spaanse koning (Antwerpen was op dat moment onder controle van de opstandelingen). In 1584 kreeg hij het toezicht op de artillerie bij het Beleg van Antwerpen (1584-1585).  Zijn jongere broer Anthonie Schetz was later ook in het Leger van Vlaanderen als militair gouverneur bij het Beleg van 's-Hertogenbosch (1629). 
In 1587 trouwde hij met Françoise Richardot, dochter van Jan Grusset (Richardot), een advocaat uit Besançon die voorzitter was van de Brusselse Geheime Raad. In 1588 kreeg hij adeldom en werd hij lid van de Raad van Financiën in Brussel.
In 1600 werd hij baron van Hoboken en in 1604 ambassadeur in Engeland. Hij bleef dat tot 1609.
In 1617 erfde hij het landgoed van zijn tante, Barbara van Ursel.  Het was het gevolg van een adoptieregeling waardoor hij en zijn erfgenamen de naam Van Ursel moesten voortzetten.
In 1632 vertegenwoordigde hij de adel van het hertogdom Brabant in de (Zuidelijke) Staten-Generaal.